# Cardeto
Cardeto es un municipio situado en la ciudad metropolitana de Reggio Calabria, en Calabria (Italia). Tiene una población estimada, a fines de 2024, de 1269 habitantes.

## Demografía
| Gráfica de evolución demográfica de Cardeto entre 1861 y 2024 |
|                                                               |
| Fuente: ISTAT - Elaboración gráfica de Wikipedia              |